# طوكيو برودكاستنغ سيستم

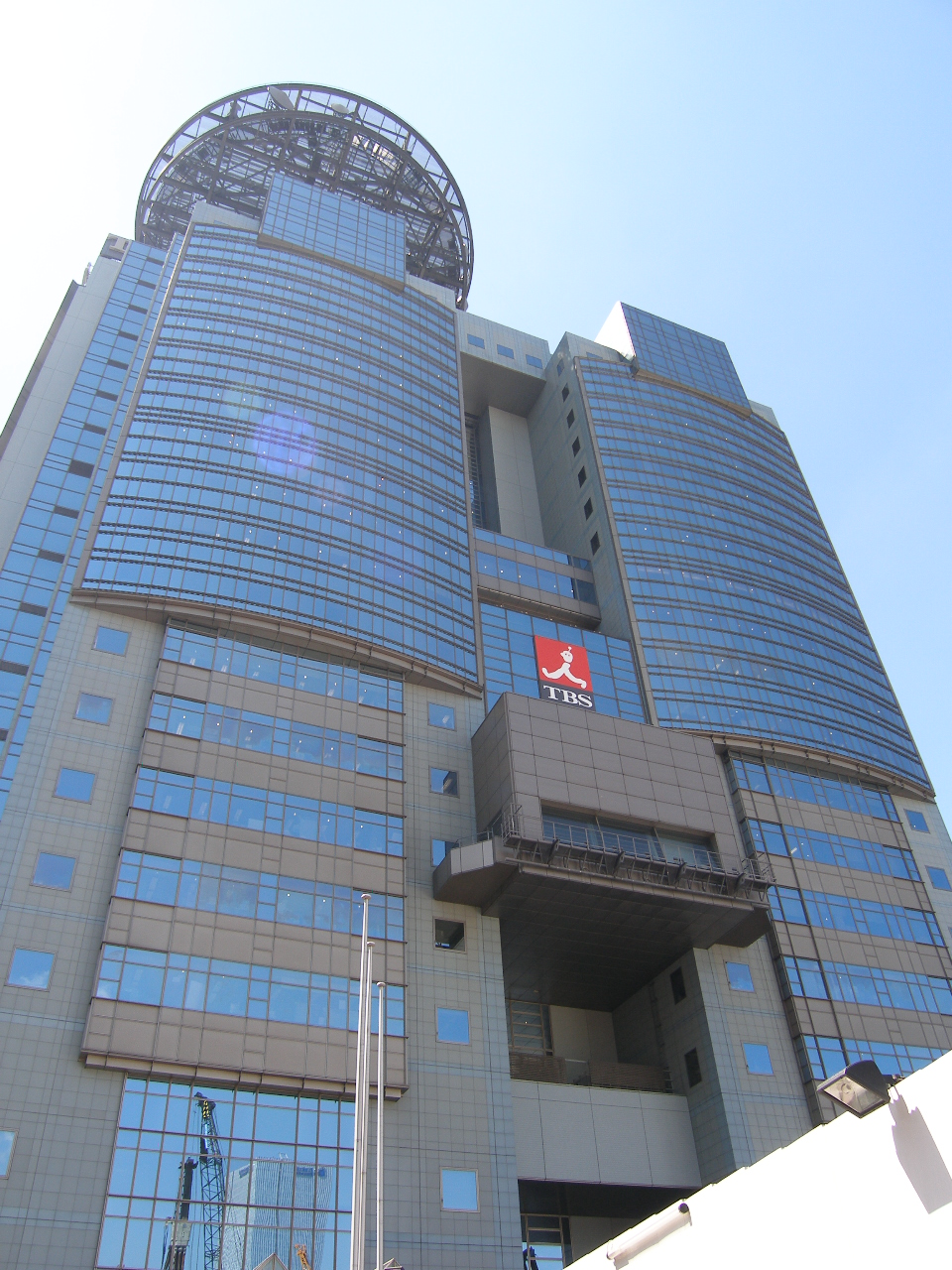
مبنى تي بي إس

طوكيو برودكاستنغ سيستم (باليابانية: 株式会社東京放送ホールディングス كابوشكي كايشا توكيو هوسو هوردينغر) وتعني مؤسسة إرسال طوكيو أو تي بي إس TBS هي شركة مساهمة تقع في طوكيو، اليابان. وهي تدير شبكة تلفزيونية تحمل نفس الاسم ويطلق عليها بشكل شائع تبي بي إس. يتبع لتلفزيون تي بي إس 28 شبكة أخبار تدعى جي إن إن (شبكة أخبار اليابان). أنتجت مؤسسة تي بي إس برنامج الحصن (الاسم الأصلي : قلعة تاكيشي) الذي أذيع في العديد من الدول منها بعض الدول العربية.
يقع المكتب الرئيسي لمحطة تي بي إس في أكاساكا، ميناتو، طوكيو، اليابان.
تأسست تي بي إس في مايو 1951 باسم كي آر تي KRT، التي كانت مكاتبها الرئيسية في كاسوميغاسيكي، تشيودا، طوكيو.

## وصلات خارجية
- طوكيو برودكاستنغ سيستم على موقع الموسوعة البريطانية (الإنجليزية)
- طوكيو برودكاستنغ سيستم على موقع ANN company (الإنجليزية)
- موقع تي بي إس باللغة اليابانية
- تي بي إس للراديو والاتصالات باللغة اليابانية
- موقع تي بي إس باللغة الإنكليزية